# Jacques Tits

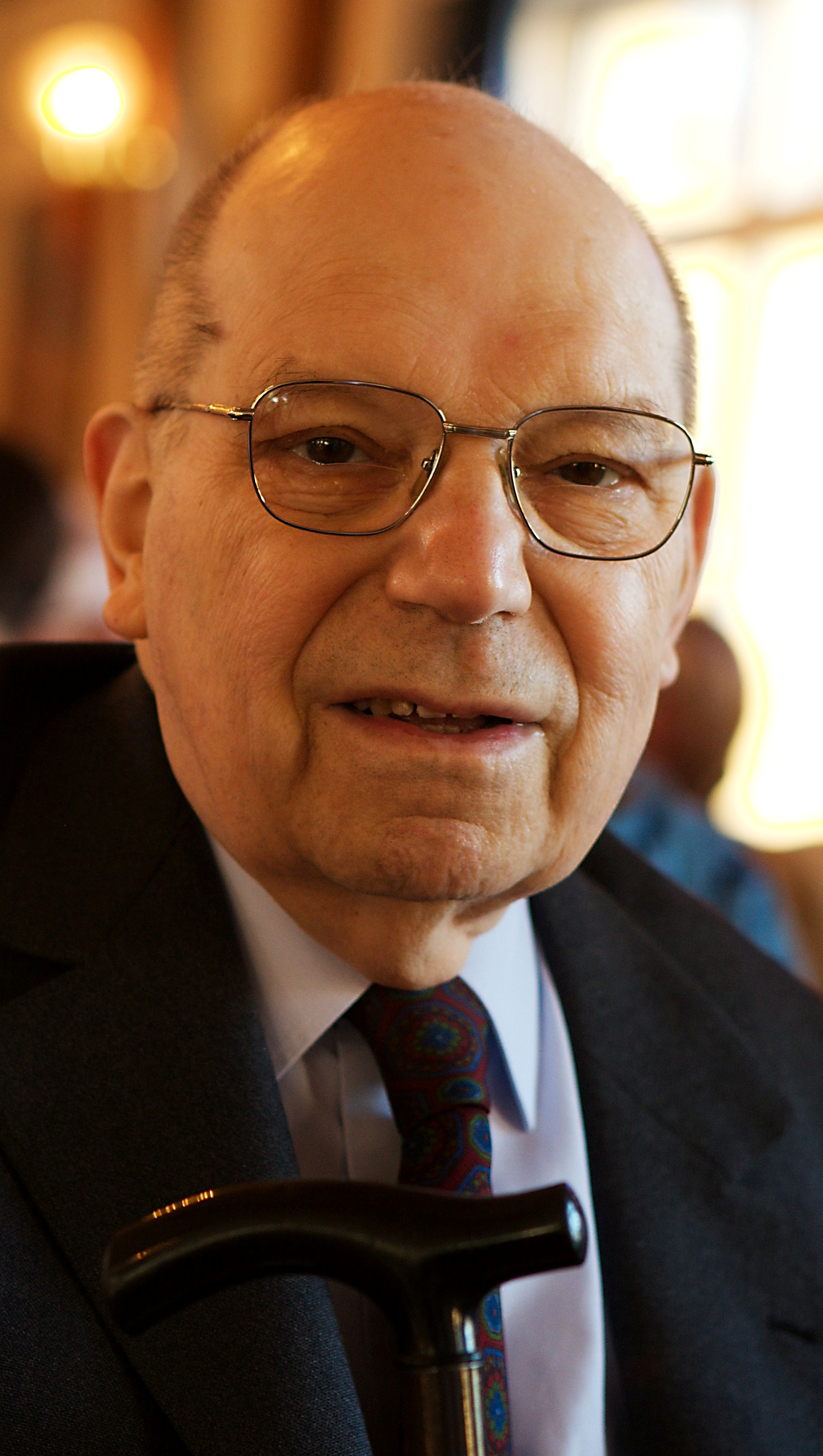
Jacques Tits (2008)

Jacques Tits (Ukkel, 12 augustus 1930 – Parijs, 5 december 2021) was een Belgisch-Frans wiskundige. Hij is de auteur van een groot aantal artikels over verschillende onderwerpen, vooral groepentheorie.
Tits ontdekte de wiskunde via de bibliotheek van zijn vader, die zelf ook wiskundige was. In mei 1950 promoveerde hij bij Paul Libois. 
Hij introduceerde de theorie van de gebouwen (ook wel bekend als de Tits-gebouwen). Dit zijn combinatorische structuren die op groepen ageren.
Hij was professor aan de Vrije Universiteit Brussel (nu gesplitst in Université libre de Bruxelles en Vrije Universiteit Brussel) (1962-1964), de Universiteit van Bonn (1964-1974) en het Collège de France in Parijs. Hij werd professor emeritus in 2000. Hij was een Frans staatsburger sedert 1974 en lid van de Académie des sciences sinds 1979.
Samen met de Rus Michail Gromov ontving hij de Wolfprijs voor wiskunde 1993. Verder ontving hij de Cantor-medaille van de Duitse Mathematische Vereniging in 1996. In 2008 kreeg hij de Abelprijs samen met John Griggs Thompson voor hun uitstekende verwezenlijkingen op het gebied van algebra en in het bijzonder voor hun pionierswerk op het gebied van moderne groepentheorie.
De Titsgroep is naar hem genoemd. Hij introduceerde het vermoeden van Kneser-Tits.
Zijn doctoraatsstudenten waren onder andere Francis Buekenhout en Jean-Pierre Tignol. Onder andere Pierre Deligne was in Brussel een student van Tits.